# Tensho
Tensho è un kata di karate, maggiormente noto nello stile del Gōjū-ryū, del Sankukai e del Shito-Ryu.

## Caratteristiche nello stile Gōjū-ryū
Tensho è il decimo kata di karate  dello stile Gōjū-ryū ed il quarto ed ultimo dei kata intermedi (Fukyu kata).
Questo kata è stato creato dal fondatore del Gōjū-ryū, Chojun Myagi dopo aver studiato l'arte cinese del combattimento della scuola del Sud (Rokkishu), probabilmente la scuola della Gru Bianca del Fujian. Significa ‘mani rotanti/movimento fluido delle mani'.  
Di solito viene eseguito per la cintura nera 1º dan, assieme al kata Seienchin.

## Tecniche del kata nello stile Gōjū-ryū
È una combinazione tra la forte tensione muscolare della respirazione ibuki e il movimento dolce e scorrevole delle mani aperte (ju), facendo provenire l'energia dal tanden.  Tensho è il kata complementare al kata Sanchin; insieme compongono la coppia Go-Ju.